# Morpho cypris
Espèce
Morpho cypris est une espèce d'insectes lépidoptères (papillons) qui appartient à la famille des nymphalidés, sous-famille des Morphinae, à la tribu des Morphini et au genre Morpho.

## Dénomination
Morpho cypris a été décrit par John Obadiah Westwood en 1851.

### Nom vernaculaire
Morpho cypris se nomme Morpho en anglais. 

### Sous-espèces

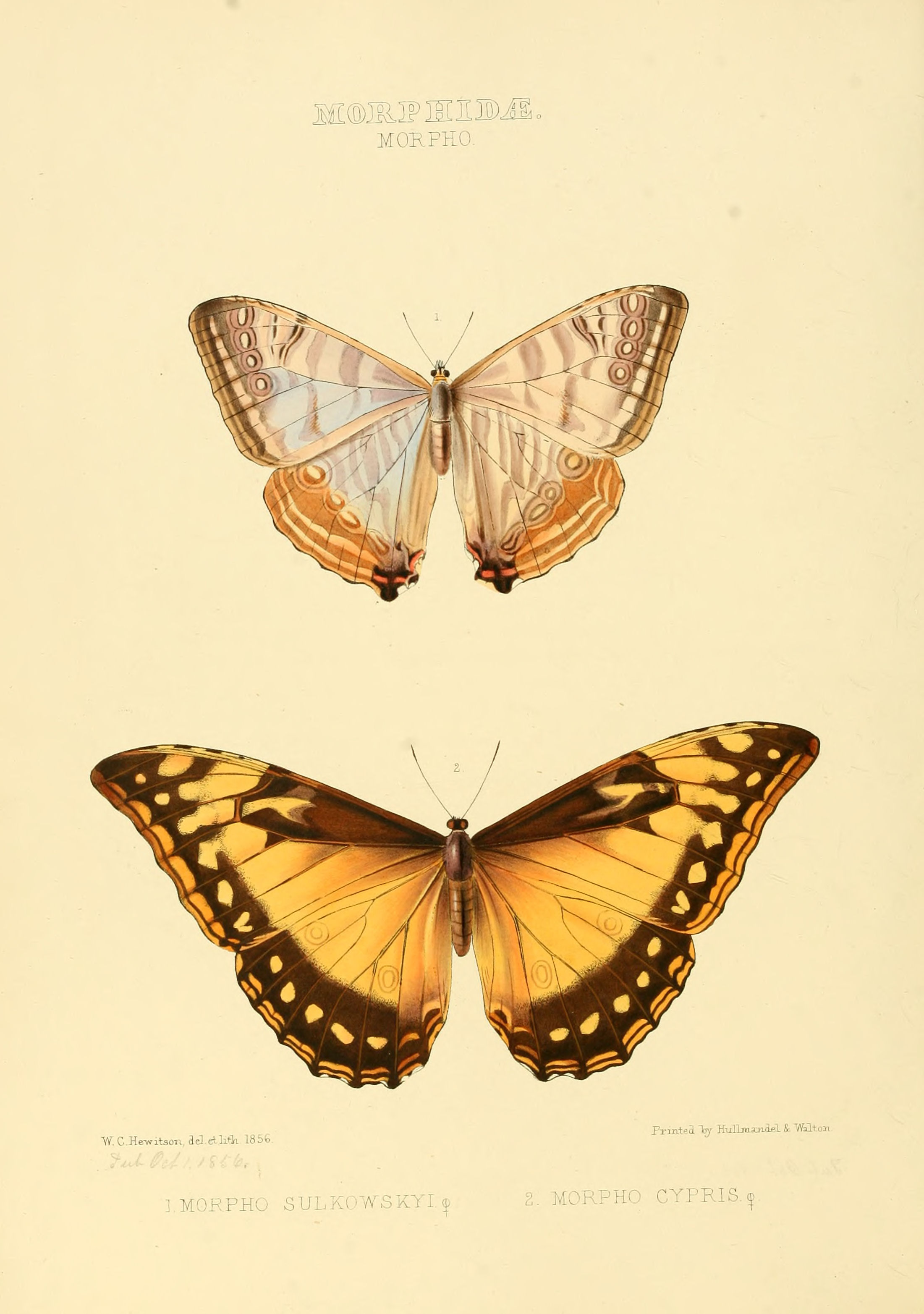
en dessous Morpho cypris femelle

Ce lépidoptère est représenté par 4 sous-espèces :
- Morpho cypris cypris présent en Colombie ;
- Morpho cypris aphrodite Le Moult & Réal, 1962 présent au Nicaragua ;
- Morpho cypris bugaba Staudinger, 1887 présent au Panama et au Costa Rica ;
- Morpho cypris chrysonicus Fruhstorfer, 1913 présent en Colombie et en Équateur[1].

## Description
Morpho cypris est un grand papillon d'une envergure qui varie de  120 mm à 140 mm au corps noir, qui présente un dimorphisme sexuel. Le mâle présente un dessus des ailes bleu métallisé avec des reflets fluorescents, orné d'une bande blanche allant du bord costal des ailes antérieures au bord interne puis du milieu du bord costal des ailes postérieures au milieu du bord interne et d'une ligne submarginale de marques blanches.
La femelle est jaune, ornée d'une bande marron au niveau de la cellule et d'une bande marron au bord externe, ornée d'une ligne submarginale de marques jaunes.

## Biologie

### Plantes hôtes
La plante hôte de sa chenille est Inga marginata.

## Écologie et distribution
Morpho cypris est présent à Panama, au Costa Rica, en Colombie et en Équateur.

### Biotope
Morpho cypris réside dans canopée de la forêt humide.

### Protection
Pas de statut de protection particulier.

### Liens taxonomiques
- (en) Tree of Life Web Project : Morpho cypris
- (en) Catalogue of Life : Morpho cypris Westwood [1851]